# عدنان عقلة
عدنان عقلة كان زعيم حركة تسمى الطليعة المقاتلة؛ وهي جماعة مسلحة متصلة بالإخوان المسلمين الذين بدؤوا في انتفاضة مسلحة في سوريا باءت بالفشل. لوحظ بأنه متحمّس بشكل خاص، وفي كونه أكثر شخصية مؤثرة وكاريزمية في الطليعة.

## النشأة والتعليم
ولد عقلة، وهو ابن خباز، في عائلة من الطبقة المتوسّطة في القنيطرة في عام 1950. درس عقلة الهندسة المدنية، وخدم أيضًا في الجيش السوري برتبة ضابط.

## تمرد الإخوان المسلمين في سوريا
لعب عقلة دورًا رئيسيًا في التخطيط لمجزرة مدرسة المدفعية في حلب في العام 1979.
أعلن استقلال الطليعة المقاتلة عن الإخوان المسلمين في يناير 1981، وادعى أنه سوف يواصل العمليات ضد الحكومة السورية.
وقد وصل عقلة إلى حماة متوقعًا بداية لانتفاضة عامة ضد الحكومة السورية.
على الرغم من الانفصال عن الإخوان المسلمين، أقيل عقلة رسميًا من منصبه كزعيم للطليعة المقاتلة فقط في أبريل 1982، عقب مجزرة حماة. هرب العديد من قادة الجناح السياسي للإخوان المسلمين إلى العراق، وعلى الرغم من أن الحكومة العراقية رحبت بالقادة السياسيين، فإنها رفضت توفير ملاذ لقادة الطليعة المقاتلة. ووفقًا لبعض التقارير اعتقل عقلة عندما حاول التسلّل مرة أخرى إلى سوريا في العام 1983 أو 1984، بعد رفض لجوئه في العراق. وتذكر مصادر أخرى أنه قتل في عام 1982، أو وقع في أيدي قوات الأمن السورية في أواخر عام 1982.